# Басуровић
Породица Басуровић је једна од најстаријих ужичких православних породица. У ужички крај су се доселили у 18. веку, тачније око 1765. године.

## Порекло
Порекло породице Басуровић је црногорско. Наиме, прво су се из околине Колашина (Црна Гора) доселили у село Северово код Ариља, а затим су у другој половини 18. века прешли у Ужице.

## Стање у Србији 17. и 18. века
Након аустријско-турских ратова крајем 17. и почетком 18. века, Србију су захватиле две велике сеобе народа. Прва се догодила 1690. године под вођством Патријарха Арсенија III Чарнојевића, а друга 1740. на челу са Патријархом IV Арсенијем Јовановићем. Територије око многих српских градова-утврђења остале су без становништва-Срба који су избегли у Аустрију. Управо је тада Србија па и ужички крај постао одредиште многим српским досељеницима из Црне Горе, Херцеговине и Горњег Подриња из крајева који нису били захваћени устанком. Турци нису били заинтересовани да новодосељено становништво исламизирају, јер би тако престали бити „раја“, због чега су досељеници задржали свој начин живота и доста самосталности, плаћавши Турцима намете и обавезе углавном два пута годишње-за Ђурђевдан и Митровдан.

## Насељавање
После доласка у Ужице, Басуровићи су населили село Буар удаљено око 7 километара северозападно од града и то његов централни и најплоднији део. На основу писаних докумената који датирају од 1824. године (Тефтер чибука нахије ужичке-кнежине Рујно за 1824.), може се тачно утврдити да су сви чланови породице Басуровић тог времена живели у једној задрузи-кући и да су били прилично имућни, јер су у односу на друге породице у селу плаћали доста веће порезе и дажбине (122 гроша). И данас се један део села назива „Стара кућа“, у близини гробља породице Басуровић. Следеће 1825. године у Тефтеру чибука се и даље помиње једна кућа Басуровића и то Mићо Басуровић као старешина куће. Када је задруга Басуровића почела да се дели не може се тачно утврдити, јер је Буар као турско феудално добро имао посебан статус, те у тефтерима нема много података о томе. Тек 1837. године у тефтеру пореских глава у селу Буар, помињу се:
- Мићо Басуровић
  - Јован Басуровић-син Миће
  - Марко Басуровић-син Миће
- Лазар Басуровић
- Илија Басуровић

Породица није никада мењала презиме, a крсна слава свих Басуровића је Свети Никола.

## Ослобођење од Турака
Ужице је коначно ослобођено од Турака 4.9.1862. године, а у великом пожару је практично изгорео цео стари град. Ослобођењем је дошло до исељавања муслиманског становништва у Босну, тако да су први Басуровићи почели насељавати и сам град, који је до тада био насељен скоро искључиво турским и муслиманским живљем. Први Басуровићи који су напустили село, били су:
- Иван Басуровић, син Радета Басуровића који је након служења војске остао да живи и ради у Београду као болничар,
- Обрен Басуровић, син Радоја Басуровића дошавши 1874. године, да би изучавао пекарски занат.

Нешто касније, почетком 20. века у град су на изучавање заната дошла и браћа: 
- Радивоје Басуровић и
- Недељко Басуровић, синови Мирка Басуровића.

Данас су породице Басуровић раширене широм Србије и света, али су и даље најзаступљеније у Ужицу.